# Чивидале Мантовано (Мантова)
Чивидале Мантовано је насеље у Италији у округу Мантова, региону Ломбардија.
Према процени из 2011. у насељу је живело 426 становника. Насеље се налази на надморској висини од 24 м.